# Franc Hrašovec
Franc Hrašovec, slovenski pravnik in društveni delavec, * 31. avgust 1821, Sveti Jurij ob Ščavnici, † 25. julij 1909, Gradec.

## Življenjepis
Franc Hrašovec je obiskoval ljudsko šolo pri Sv. Duhu, nato je šolanje nadaljeval v Cmureku in Mariboru, leta 1842 pa je zaključil študij filozofije v Gradcu. Tam se je pridružil benediktincem, a je leta 1884 prestopil na pravoslavno fakulteto v Gradcu, kjer je tudi študij končal, leta 1848 pa je začel delati kot praktikant pri graškem magistratu. Skupaj z Jožefom Muršcem, Kolomanom Kvasom in Lovrom Tomanom se je zavzel za slovenstvo.
Leta 1848 je opravil izpit za samostojnega okrajnega komisarja, 1849 pa še sodni izpit in s tem postal kazenski sodnik v Gornji Radgoni. Leta 1851 je bil, po organizaciji državnih sodišč, praktikant pri deželnem sodišču v Celju, nekaj mesecev v Gornjem Gradu, kasneje pa spet v Celju in tudi Ormožu. Pisal je večinoma o življenju in običajih Haložanov, saj je deloval na območju Haloz in je to območje dobro poznal.
V času absolutizma je bil na Hrvaškem in tam leta 1854 postal preiskovalni sodnik v Požegi, leta 1856 pa okrajni predstojnik v Sisku. Po vzpostavitvi ustavnih razmer (1862) so bili vsi nedomačini odslovljeni, Hrašovec pa dodeljen okrajnemu sodišču v Brežicah, kjer je tistega časa deloval njegov sorodnik Radoslav  Razlag. Fran Hrašovec je bil do leta 1868 okrajni predstojnik nato pa do leta 1879 okrajni sodnik na Koroškem. Od leta 1879 do leta 1899 je bil okrajni sodnik v Špitalu ob Dravi. V starosti je živel v Gradcu, zelo blizu so mu bili slovenski dijaki, med katerimi je veljal za velikega dobrotnika.